# Carlos Montemayor

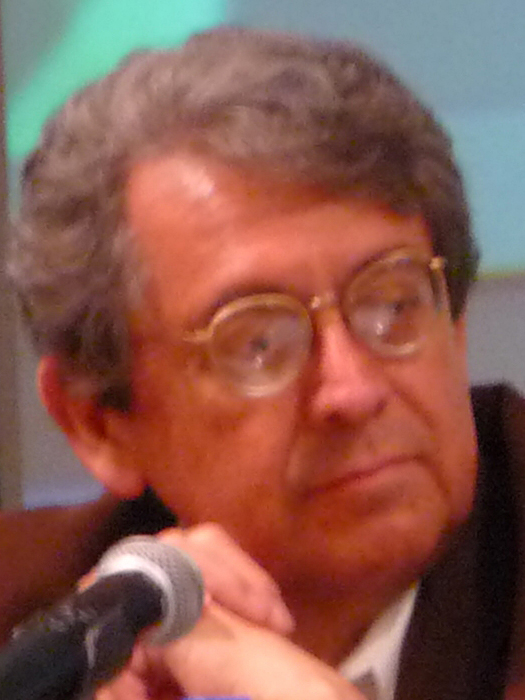
Carlos Montemayor im Jahr 2009

Carlos Montemayor (* 13. Juni 1947 in Parral (Chihuahua), Mexiko; † 28. Februar 2010 in Mexiko-Stadt; Pseudonym: M.O. Mortenay) war ein mexikanischer Schriftsteller, Lyriker, Übersetzer und Sänger.

## Leben
Carlos Montemayor wuchs im nördlichen mexikanischen Bundesstaat Chihuahua, in der Stadt Parral, auf. Nach der Matura übersiedelte er in die Hauptstadt Mexiko und erhielt an der Nationalen Autonomen Universität von Mexiko eine juristische Ausbildung, die er mit einem Studium der Iberoamerikanischen Literatur ergänzte. Gleichzeitig befasste er sich am Colegio de México mit Hebräisch, wandte sich dem klassischen und modernen Griechisch, Latein sowie der französischen, portugiesischen, italienischen und englischen Sprache zu. Ab 1974 war er als Literaturprofessor an der Universidad Autónoma Metropolitana, Unidad Azcapotzalco, in der Hauptstadt tätig und seit 1985 korrespondierendes Mitglied der Mexikanischen Sprachakademie.
Er erlag am 28. Februar 2010 einem Krebsleiden.

## Leistungen
Carlos Montemayor versuchte in seinem literarischen Schaffen soziale Themen mit ästhetischen Ansprüchen in Einklang zu bringen. Sein Lebenswerk deckt sehr unterschiedliche Interessensgebiete ab, die ihm allesamt sehr wichtig waren. Darunter fällt sein literarisches Werk, seine Beschäftigung mit den klassischen antiken Autoren, aber auch sein Einsatz und die Förderung der mexikanischen indigenen Literatur der Gegenwart. Als Journalist veröffentlichte er kritische Kommentare zum Zeitgeschehen in den wichtigsten Tageszeitungen und Magazinen des Landes. Als sozial engagierter Künstler setzte er sich mit dem Aufstand der Zapatisten im Bundesstaat Chiapas auseinander und war zuletzt in der Schlichtungskommission zwischen Regierung und der Partido Democrático Popular Revolucionario – Ejército Popular Revolucionario (PDPR-EPR), die sich um den Verbleib zweier verschwundener politischer Aktivisten bemühte.

## Preise und Auszeichnungen (Auswahl)
- Xavier-Villaurrutia-Preis für Las llaves de Urgell 1971
- Tomás-Valles-Vivar-Preis des Bundesstaates Chihuahua für das Gesamtwerk 1985
- Erzählpreis des Staates Colima für Guerra en el Paraíso (Deutsch: Krieg im Paradies, Übers. Georg Oswald) 1991
- Preis für Wissenschaft und Kunst des Bundesstaates Yucatán 1993
- Internationaler Juan-Rulfo-Preis für Erzählung für Operativo en el trópico o el Árbol de la vida de Stephen Mariner, Paris, Radio Francia International 1993
- Ehrendoktorat der Universidad Autónoma Metropolitana 1995
- Mexikanischer Staatspreis für Sprache und Literatur 2009

## Werke

### Lyrik (Auswahl)
- Las armas del viento Hiperión, México (1977)
- Finisterra Premiá, México (1982)
- Poesía (1977–1996) Editorial Aldus, México (1997)
- Los poemas de Tsin Pau Conaculta u. a. Chihuahua, México (2007)

### Erzählungen (Auswahl)
- Las llaves de Urgell Siglo XXI, México (1971)
- Operativo en el trópico o el Árbol de la vida de Stephen Mariner Editorial Aldus, México (1994)
- Los cuentos gnósticos de M. O. Mortenay México, Seix Barral (1997)
- Nora in der deutschen Übersetzung von Verena Teissl. In: V. T. (Hg.): Im heißen Rachen der Nacht. Phantastische Geschichten aus Mexiko. Verlag für Gesellschaftskritik, Wien 1995

### Romane
- Mal de piedra Premiá, México 1980
- Minas del Retorno Premiá, México 1981 und Argos-Vergara, Barcelona 1982
- Guerra en el Paraíso Editorial Diana México, 1991; wieder Seix Barral, 1997
  - Deutsch Krieg im Paradies. Übers. Georg Oswald, Libertäre Assoziation, Hamburg 1998[1]
- Los informes secretos Ed. Joaquín Mortiz, México 1999
- Las armas del alba Ed. Joaquin Mortiz, México 2003
- La fuga Fondo de Cultura Económica, México 2007
- Las mujeres del alba Mondadori, México 2010

### Chroniken
- Chiapas, la rebelión indígena de México Ed. Joaquín Mortiz (1998)
- Juan López, der "Indiokönig" In: Querungen. Literarische Texte zu beiden Amerikas. Hg. von Bernhard Widder und Rainer Vesely. Ritter Verlag, Klagenfurt (2001) S. 275–308 (Das ist die deutsche Übersetzung des 6. Kapitels von Chiapas, la rebelión indígena de México)
- La guerilla recurrente Ciudad Juárez, Universidad Autónoma de Ciudad Juárez (1999)
- Los pueblos indios de México hoy Ed. Planeta, México (2001)
- La violencia de estado en México. Antes y después de 1968 Ed. Debate, México (2010)

### Essays und Anthologien zur indigenen Literatur (Auswahl)
- Encuentros en Oaxaca Ed. Aldus, México (1995)
- El cuento indígena de tradición oral. Notas sobre sus fuentes y clasificaciones. CIESAS, IOC, Oaxaca (1996)
- Arte y trama en el cuento indígena Fondo de Cultura Económica, México (1998)
- Arte y plegaria en las lenguas indígenas de México Fondo de Cultura Económica, México (1999)
- Los tarahumaras. Pueblo de estrellas y barrancas Ed. Aldus, México (1999)
- Palabras de los Seres Verdaderos/Words of the True Peoples. Anthology of Contemporary Mexican indigenous-language Writers zusammen mit Donald Frischmann. Austin: University of Texas Press (2004–2007) Bd. 1: Prosa, Bd. 2: Lyrik, Bd. 3: Theater
- La voz profunda. Anthología de la literatura mexicana en lenguas indígenas Ed. Joaquín Mortiz (2004)

### Musik
- El último romantico Globalklassics GECDI4265 (2001)
- Canciones Italianas Ediciones Pentagrama (2008)
- Canciones de María Grever Ediciones Pentagrama (2008)
- Zarzuela y Cantos de España Ediciones Pentagrama (2010)
- Concierto Mexicano Ediciones Pentagrama (2010)

## Notizen
1. ↑  Artikel des Übersetzers aus dem EXTRA Lexikon der Wiener Zeitung: Auf der Suche nach Lucio Cabañas. Besuch am Schauplatz des mexikanischen Romans „Krieg im Paradies“, 10. Dezember 1999

| Personendaten    | Personendaten                                                |
| ---------------- | ------------------------------------------------------------ |
| NAME             | Montemayor, Carlos                                           |
| ALTERNATIVNAMEN  | Montemayor, Carlos A.; Mortenay, M.O. (Pseudonym)            |
| KURZBESCHREIBUNG | mexikanischer Schriftsteller, Lyriker, Übersetzer und Sänger |
| GEBURTSDATUM     | 13. Juni 1947                                                |
| GEBURTSORT       | Parral (Chihuahua), Mexiko                                   |
| STERBEDATUM      | 28. Februar 2010                                             |
| STERBEORT        | Mexiko-Stadt                                                 |